# Maurice Bolsée
Maurice Bolsée, né le 16 décembre 1935 à Liège (Belgique), est un footballeur international belge, qui évoluait au poste de défenseur au sein du club du Standard de Liège.

## Biographie
Maurice Bolsée évolue au Standard de Liège au poste de défenseur, de la saison 1956-1957 jusqu'à la saison 1961-1962. 
Il est alors titulaire aux côtés de Gilbert Marnette, Henri Thellin et Joseph Happart.
Maurice Bolsée joue 96 matchs officiels et marque 13 buts avec les Rouches. Il remporte les deux premiers titres de champion de Belgique du Standard de Liège en 1957-1958 et 1960-1961.
Il participe également à sept matchs de Coupe d'Europe des clubs champions.

## Palmarès
- Champion de Belgique en 1958 et 1961 avec le Standard de Liège